# Romain Pelletier
Romain Pelletier (* 22. August 1875 in Montreal; † 24. November 1953 ebenda) war ein kanadischer Organist, Komponist und Musikpädagoge.

## Leben und Wirken
Der Sohn von Romain-Octave Pelletier studierte Orgel und Klavier bei Arthur Letondal und Gesang und Harmonielehre bei Achille Fortier. Von 1909 bis 1951 war er Organist an der Kirche St-Léon in Westmount/Montreal und unterrichtete Kontrapunkt, Klavier und Orgel am Institut Nazareth. Zu seinen Schülern zählten u. a. Fleurette Beauchamp-Huppé, Gabriel Cusson, Guillaume Dupuis, Conrad Letendre und Georges-Émile Tanguay. Er war Gründungsmitglied der Société des artistes musiciens de Montréal.
Pelletier komponierte Motetten und Orgelstücke. Außerdem schrieb er einen biographischen Artikel über seinen Vater, der in die Courtes Biographies canadiennes (Montreal 1952) aufgenommen wurde.
Pelletiers Bruder, der Cellist Victor Pelletier (1881 bis nach 1953), war nach 1900 Musiker, Sekretär und Bibliothekar des Montreal Symphony Orchestra. Sein Bruder Frédéric Pelletier wurde als Komponist und Musikkritiker bekannt.
| Personendaten    | Personendaten                                     |
| ---------------- | ------------------------------------------------- |
| NAME             | Pelletier, Romain                                 |
| KURZBESCHREIBUNG | kanadischer Organist, Komponist und Musikpädagoge |
| GEBURTSDATUM     | 22. August 1875                                   |
| GEBURTSORT       | Montreal                                          |
| STERBEDATUM      | 24. November 1953                                 |
| STERBEORT        | Montreal                                          |